# Shinya Kawashima
Shinya Kawashima (川島 眞也, Kawashima Shinya) est un footballeur japonais né le 20 juillet 1978 à Shizuoka. Il évolue au poste de défenseur.

## Biographie
Shinya Kawashima commence sa carrière professionnelle au Sanfrecce Hiroshima. Il est brièvement prêté aux Urawa Red Diamonds lors de l'année 2001.
En 2002, Shinya Kawashima est transféré à l'Avispa Fukuoka. Il reste six saisons dans ce club. Par la suite, en 2008, il signe un contrat en faveur du FC Gifu.  
Shinya Kawashima est finaliste de la Coupe du Japon en 1999 avec le Sanfrecce Hiroshima, et vice-champion de J-League 2 en 2005 avec l'Avispa Fukuoka.
Au total, Shinya Kawashima dispute 54 matchs en 1re division japonaise et plus de 200 matchs en J-League 2 (D2).
Il prend sa retraite sportive en novembre 2012.

## Palmarès
- Finaliste de la Coupe du Japon en 1999 avec le Sanfrecce Hiroshima